# Magazzini dell'Abbondanza
I Magazzini dell'abbondanza sono un edificio costruito nella seconda metà del Cinquecento per immagazzinarvi granaglie, situato nel quartiere genovese del quartiere del Molo, nei pressi del porto antico.
Genova era una città che dipendeva dai rifornimenti di grano dall'estero, e la Repubblica di Genova fu sollecita nel costruire un edificio idoneo alla conservazione delle granaglie, acquistandone adeguati quantitativi nei periodi di abbondanza, da cui il nome, per ridistribuirle nei periodi di carestia o, sempre in periodi di carestia, procurarsi derrate da rivendere a prezzo calmierato, con un dispendio anche notevole di mezzi finanziari A tal fine nel 1564 istituì il "Magistrato dell'Abbondanza", ente composto da un senatore come presidente, tre nobili e un cittadino, che aveva la responsabilità dell'annona.
L'edificio, costruito tra il 1556 e il 1567, rimase in uso fino alla costruzione dei silos granari di calata Santa Limbania (inizio del XX secolo), è di proprietà del Comune di Genova. L'Università di Genova, che ne occupava alcuni ambienti, lo ha adibito a centro di formazione, dopo il restauro nel 2004 ad opera dell'architetto Giovanni Spalla, che ha inserito due piramidi in vetro nelle coperture per dare luce ai saloni posti all'ultimo piano.
Oggi ospita il Genova Blue District, centro di innovazione e sviluppo della Blue Economy promosso dal Comune di Genova.